# Stade Jean-Dauger
Das Stade Jean-Dauger ist ein Stadion in der französischen Stadt Bayonne im Département Pyrénées-Atlantiques. Es befindet sich an der Avenue André-Grimard am Südrand des Stadtzentrums und ist das Heimstadion des Rugby-Union-Vereins Aviron Bayonnais, der in der obersten Liga Top 14 vertreten ist. Das Stadion bietet Platz für 16.934 Zuschauer. Benannt ist es nach dem Spieler Jean Dauger.
Erbaut wurde das Stadion im Jahr 1937. Es umfasste zunächst auch eine Radrennbahn, das als Zielankunft mehrerer Tour-de-France-Etappen diente. Später wurde die Radrennbahn durch eine Leichtathletikanlage ersetzt. Während der Rugby-Union-Weltmeisterschaft 1991 war das Stade Jean-Dauger Austragungsort eines Vorrundenspiels zwischen Kanada und Fidschi.